# OMOTENASHI

OMOTENASHIの地球周回軌道アニメーション
地球·
OMOTENASHI·
月

OMOTENASHI (Outstanding MOon exploration TEchnologies demonstrated by NAno Semi-Hard Impactor) は、宇宙航空研究開発機構 (JAXA) が開発した月面着陸の技術実証目的の6U CubeSat。

## 概要
スペース・ローンチ・システム（SLS）1号機に相乗りで打上げられた月面着陸技術実証機で、ロケットモーターとクラッシャブル材を使用したセミ・ハードランディングが予定されていた。
2022年11月16日、SLSでの打上げ・分離に成功したが、DSN局からの連絡で機体が高速でスピンしていることが判明し、回転が収束する前にバッテリーが枯渇して通信途絶した。月着陸までの6日間に2回のデルタV運用が必要だったが実施できず、月フライバイを経て太陽周回軌道に入ったため月への着陸は断念された。その後は2023年3月以降に太陽電池で発電可能となる見込みがあったため地上からの探索運用が続けられたが、通信限界距離を超えても電波を補足出来ず9月25日に運用終了した。
機体の異常回転に至った原因については、RCSのスラスタバルブの閉止が不完全となり推進剤が液体の状態でリークしたことで説明可能であると報告された。

## 設計
打上げ状態でのOMOTENASHIの大きさは、6UのCubeSatで12×24×37 cmである。宇宙機は月まで航行するためのオービティングモジュール (OM)、月面接近時に減速を行うロケットモーター (RM)、着陸モジュールであるサーフェスプローブ (SP) の3モジュールで構成されている。航行用の機器を搭載したオービティングモジュールを着陸前に切り離すことで、着陸機を軽量化し超小型衛星での月面着陸が可能になった。
オービティングモジュールには太陽電池、線量計、通信機、姿勢制御装置（リアクションホイール3台、太陽センサ4基、3軸ジャイロ、スタートラッカー）、RCS（スラスター8基）が搭載されている。中央長手方向には結合したロケットモーターとサーフェスプローブを格納するための空間があり、分離レールと2種類のノン・エクスプローシブ・アクチュエータ (NEA) を備える。太陽電池はJAXAが開発した高効率の3接合薄膜型で、線量計は市販の携帯放射線線量計を改造したもの。通信機はPROCYONに搭載されたものをベースにさらに小型化したもので、原振に高精度な原子時計を使用しデータ通信前の信号補足・同期作業を簡略化している。姿勢制御装置ならびにRCSは輸入品を用いており、RCSの噴射ガスは無毒かつ不燃性の低圧液化ガスを用いる。NEAは発射時の振動に耐えるための高強度だが遅延時間の大きいものと、分離時に用いる遅延時間の小さいものを組み合わせている。
ロケットモーターは固体式で、オビーティングモジュールからの分離とその後の着陸前減速に用いられる。点火システムには半導体レーザーを使用したレーザー点火システムを採用し、従来の電気着火方式で必要だった不意点火を防ぐ安全装置を省略している。
サーフェスプローブは着陸時に潰れて衝撃を吸収するクラッシャブル材を介してロケットモータ頭部に接続される。ロケットモータと一体になったサーフェスプローブは、箱状のオービティングモジュールに長手方向に貫通して格納される。このサーフェスプローブにはリチウム金属1次電池、計算機、UHF送信器、3軸加速度計が搭載され、着陸成功時には着陸時の衝撃データを送信する。送信電波にUHF帯を用いることで、宇宙機からの電波をアマチュア無線家に受信させる狙いがある。なお当初はエアバッグも併用して着陸する計画だったが、アンテナ性能確保のためフライトモデルでは規定寸法に収めることができず膨張機能が省略され、外皮のみアンテナ保護目的で搭載されている。

## 観測機器
科学観測機器としては唯一、宇宙放射線用の超小型線量計「D-Space」を搭載している。これは国立研究開発法人産業技術総合研究所と千代田テクノル株式会社が共同開発した個人向けおよび環境線量計「D-シャトル」を改造したもので、2つのセンサによって銀河宇宙線と陽子を区別した毎分被曝量をリアルタイムに計測することができる。D-Spaceの搭載により、地磁気圏外かつ月遷移軌道における宇宙放射線環境の計測機会を日本で初めて得ることになる。

## 経過
2015年8月、NASAから各宇宙機関に、SLS初号機の相乗りキューブサットのミッション提案の要請がなされる。
2016年4月、JAXAから提案された複数案のうちOMOTENASHIとEQUULEUSの2つが選定された。これを受けて同年9月、JAXAの部門内プロジェクトとして「SLS搭載超小型探査機プロジェクト」が発足。OMOTENASHIは人材育成を兼ねてJAXA若手技術者を中心に開発が行われることになった。
当初の予定では2018年初頭に探査機引き渡し、同年秋打ち上げであったが、SLSの開発が遅延したため引き渡しは2021年7月であった。その後も複数回打ち上げが延期され、最終的に2022年11月16日に打ち上げられた。
2022年11月16日15時47分44秒、SLS初号機に搭載されて打ち上げ。19時30分頃（テレメトリ解析による推定）、ロケットから分離。ところが予想された受信可能時間の19時52分頃になってもテレメトリがロックせず（電波自体は分離30秒後の自動送信器電源ONから確認）、送信機出力をハイパワーに切り替えることでテレメトリがロックした。この時点でOMOTENASHIは、太陽電池を太陽とほぼ反対方向に向けた状態でY軸回り（太陽電池搭載面に対して垂直の軸）に毎秒約80度≒毎分約13回転で回転していた。本来であれば太陽電池を太陽に向け、太陽方向まわりに毎秒0.5度で回転しているはずであった。そこでまず回転速度を落とす運用、次いで回転軸を方向を変えて太陽電池を太陽に向ける運用を行ったが、バッテリー電圧が低下し電波消感、通信途絶した。
その後は月面着陸、後に近月点での減速による月面自由落下を目指して復旧運用を続けたものの、近月点を通過する11月22日1時頃になっても通信が回復せず、月面到達を断念した。
月面着陸は断念したものの、2023年3月頃から太陽電池に太陽光が当たって発電し通信が回復する可能性があったため、搭載機器の試験を目指して復旧運用が続けられた。しかし10月になってもOMOTENASHIの電波を発見することができず、また9月末には地球との通信が可能な限界距離を超えたと考えられたため、復旧を諦め探査機の運用を終了した。